# Twinner
 (mars 2025).
 (octobre 2015).
Si vous disposez d'ouvrages ou d'articles de référence ou si vous connaissez des sites web de qualité traitant du thème abordé ici, merci de compléter l'article en donnant les références utiles à sa vérifiabilité et en les liant à la section « Notes et références ».
La Twinner est une race bovine américaine.

## Origine
La race Twinner a été développée au Meat Animal Research Centre (MARC), dans le Nebraska, à partir de 1981, à partir de 307 vaches fondatrices .
La sélection fut portée principalement sur la prolificité des animaux à partir de nombreuses races : pinzgauer, holstein, simmental, rouge norvégienne, hereford, charolaise, rouge suédois, brown swiss, gelbvieh, shorthorn, angus.
Ainsi de 1994 à 2004, le nombre de veaux par vêlage a augmenté de 1,34 à 1,56.
La race s'est notamment exportée en Australie, les premières implantations d'embryons ayant eu lieu en 2004 dans des fermes expérimentales. Le taux de gémellité y est aujourd'hui de 50%,.

## Morphologie
S'agissant d'une race expérimentale, la sélection a été uniquement portée sur des critères d'aptitudes bouchères tel que la conformation et l'instinct maternel. La robe est donc très variable, résultant du grand pool génétique de départ.

## Prolificité
La prolificité est un critère historiquement peu recherché en élevage allaitant. La prolificité de la plupart des races bovines avoisine donc 1 veau par vache et par gestation.
La vache de race Twinner produit autant de follicules primordiaux qu'une autre vache. Sa prolificité exceptionnelle (1,5 en moyenne), s'explique en revanche par une plus grande part de follicules de croissance aux stades secondaire et de développement ultérieurs.
Pour le docteur Leo Cummins (qui a été à l'origine de l'importation de la Twinner en Australie), une plus grande prolificité permet de réduire l'empreinte carbone des élevages.